# NGC 7432
NGC 7432 is een elliptisch sterrenstelsel in het sterrenbeeld Pegasus. Het hemelobject werd op 23 november 1785 ontdekt door de Duits-Britse astronoom William Herschel.

## Synoniemen
- UGC 12268
- MCG 2-58-40
- ZWG 430.33
- PGC 70129